# Коув-Нек (Нью-Йорк)
Коув-Нек (англ. Cove Neck) — селище (англ. village) в США, в окрузі Нассау штату Нью-Йорк. Населення — 293 особи (2020).

## Географія
Коув-Нек розташований за координатами 40°53′8″ пн. ш. 73°29′52″ зх. д. / 40.88556° пн. ш. 73.49778° зх. д. (40.885591, -73.497821).  За даними Бюро перепису населення США в 2010 році селище мало площу 4,05 км², з яких 3,33 км² — суходіл та 0,72 км² — водойми.

## Демографія
Згідно з переписом 2010 року, у селищі мешкало 286 осіб у 104 домогосподарствах у складі 76 родин. Густота населення становила 71 особа/км².  Було 148 помешкань (37/км²).
Расовий склад населення:
| - 96,2 % — білих - 1,4 % — азіатів - 0,3 % — чорних або афроамериканців |

До двох чи більше рас належало 2,1 %. Частка іспаномовних становила 4,9 % від усіх жителів.
За віковим діапазоном населення розподілялося таким чином: 25,2 % — особи молодші 18 років, 52,8 % — особи у віці 18—64 років, 22,0 % — особи у віці 65 років та старші. Медіана віку мешканця становила 46,3 року. На 100 осіб жіночої статі у селищі припадало 115,0 чоловіків;  на 100 жінок у віці від 18 років та старших — 101,9 чоловіків також старших 18 років.
Середній дохід на одне домашнє господарство  становив 480 301 долар США (медіана — 211 250), а середній дохід на одну сім'ю — 513 387 доларів (медіана — 212 188). За межею бідності перебувало 1,7 % осіб, у тому числі 0,0 % дітей у віці до 18 років та 1,4 % осіб у віці 65 років та старших.
Цивільне працевлаштоване населення становило 135 осіб. Основні галузі зайнятості: освіта, охорона здоров'я та соціальна допомога — 25,2 %, науковці, спеціалісти, менеджери — 23,7 %, фінанси, страхування та нерухомість — 11,1 %, інформація — 8,1 %.